# Peter Jurko
Peter Jurko (ur. 22 września 1967 w Novej Lesnej) – słowacki narciarz alpejski reprezentujący Czechosłowację.

## Kariera
Po raz pierwszy na arenie międzynarodowej Peter Jurko pojawił się w 1985 roku, kiedy wystąpił na mistrzostwach świata juniorów w Jasnej. W swoim jedynym starcie zajął tam trzynaste miejsce w gigancie. W zawodach Pucharu Świata pierwsze punkty wywalczył 2 lutego 1996 roku w Wengen, zajmując piętnaste miejsce w slalomie. Nigdy nie stanął na podium zawodów tego cyklu, najlepsza lokatę uzyskał 17 stycznia 1988 roku w Bad Kleinkirchheim, gdzie był piąty w kombinacji. Najlepsze wyniki osiągał w sezonie 1988/1989, kiedy zajął 48. miejsce w klasyfikacji generalnej. Był też między innymi szósty w klasyfikacji kombinacji w sezonie 1987/1988.
W 1988 roku wystartował na igrzyskach olimpijskich w Calgary, zajmując między innymi piąte miejsce w kombinacji i trzynaste w slalomie. Na rozgrywanych rok później mistrzostwach świata w Vail był jedenasty w slalomie, a w kombinacji uplasował się trzy pozycje niżej. Brał także udział w igrzyskach olimpijskich w Albertville, gdzie jego najlepszym wynikiem było 25. miejsce w slalomie.

## Osiągnięcia

### Igrzyska olimpijskie
| Miejsce | Dzień     | Rok  | Miejscowość | Konkurencja | Czas biegu  | Strata     | Zwycięzca            |
| ------- | --------- | ---- | ----------- | ----------- | ----------- | ---------- | -------------------- |
| 29.     | 15 lutego | 1988 | Calgary     | Zjazd       | 1:59,63 min | +5,69 s    | Pirmin Zurbriggen    |
| 5.      | 17 lutego | 1988 | Calgary     | Kombinacja  | 36,55 pkt   | +12,01 pkt | Hubert Strolz        |
| 27.     | 21 lutego | 1988 | Calgary     | Supergigant | 1:39,66 min | +6,40 s    | Franck Piccard       |
| 33.     | 25 lutego | 1988 | Calgary     | Gigant      | 2:06,37 min | +9,13 s    | Alberto Tomba        |
| 13.     | 27 lutego | 1988 | Calgary     | Slalom      | 1:39,47 min | +2,74 s    | Alberto Tomba        |
| DNF     | 11 lutego | 1992 | Albertville | Kombinacja  | 14,58 pkt   | -          | Josef Polig          |
| 39.     | 16 lutego | 1992 | Albertville | Supergigant | 1:13,04 min | +4,64 s    | Kjetil André Aamodt  |
| 37.     | 18 lutego | 1992 | Albertville | Gigant      | 2:06,98 min | +12,17 s   | Alberto Tomba        |
| 25.     | 22 lutego | 1992 | Albertville | Slalom      | 1:44,39 min | +8,41 s    | Finn Christian Jagge |

### Mistrzostwa świata
| Miejsce | Dzień     | Rok  | Miejscowość | Konkurencja | Czas biegu  | Strata  | Zwycięzca       |
| ------- | --------- | ---- | ----------- | ----------- | ----------- | ------- | --------------- |
| 14.     | 3 lutego  | 1989 | Vail        | Kombinacja  | 4,72 pkt    | ?       | Marc Girardelli |
| 11.     | 12 lutego | 1989 | Vail        | Slalom      | 2:02,85 min | +4,81 s | Rudolf Nierlich |

### Mistrzostwa świata juniorów
| Miejsce | Dzień   | Rok  | Miejscowość | Konkurencja | Czas biegu  | Strata  | Zwycięzca  |
| ------- | ------- | ---- | ----------- | ----------- | ----------- | ------- | ---------- |
| 13.     | 2 marca | 1985 | Jasná       | Gigant      | 2:17,55 min | +5,29 s | Robert Žan |

### Puchar Świata

#### Miejsca w klasyfikacji generalnej
- sezon 1985/1986: 88.
- sezon 1987/1988: 69.
- sezon 1988/1989: 48.

#### Miejsca na podium
Jurko nigdy nie stanął na podium zawodów PŚ.